# (270553) Loureed
(270553) Loureed ist ein im mittleren Hauptgürtel gelegener Asteroid. Er wurde am 12. April 2002 vom deutschen Amateurastronomen Maik Meyer im Rahmen des Projekts Near Earth Asteroid Tracking (NEAT) am Palomar-Observatorium (IAU-Code 644) entdeckt.
David Nesvorný rechnet (270553) Loureed einer Asteroiden-Familie zu, die nach (2732) Witt benannt ist: der Witt-Familie. (270553) Loureed hat mit einer Exzentrizität von 0,0122 eine nahezu kreisförmige Umlaufbahn um die Sonne. Die Umlaufbahn hat sogar weniger Exzentrizität als diejenige der Erde.
Der Asteroid wurde am 2. Juni 2015 auf Vorschlag von Maik Meyer nach dem US-amerikanischen Songwriter, Gitarristen und Sänger Lou Reed (1942–2013) benannt.